# La Canorga
La Canorga (en francès La Canourgue) és un municipi francès situat al departament del Losera i a la regió d'Occitània.